# Dedun
En la mitologia egípcia Dedun (també conegut com a Dedwen i Deduen) era un déu lleó del blat i la prosperitat adorat a l'Alt Egipte i a Núbia.
Dedun va ser un déu kushita o nehasi adorat durant l'antiguitat a l'antic Egipte i Sudan i testimoniat des del 2400 aC. Hi ha molta incertesa sobre la seva naturalesa original, sobretot perquè es representava com un lleó, un paper que normalment s'assignava al fill d'una altra deïtat. No obstant això, no se sap res de la mitologia kushita anterior de la qual va sorgir la deïtat. La informació més antiga coneguda en els escrits egipcis sobre Dedun indica que ja s'havia convertit en un déu de l'encens en el moment dels escrits. Com que en aquell moment històric, l'encens era una mercaderia de luxe extremadament cara, i Núbia n'era la font de bona part, seria una deïtat força important. La riquesa que el comerç d'encens lliurava a Núbia va fer que fos identificat per ells com el déu de la prosperitat i de la riquesa en particular.
Temples a aquesta deïtat foren construïts per Tuthmosis III a Uronarti i Al-Lessiya.No hi ha constància de culte a aquest deu més al nord d'Assuan.